# Fauna Japoniei
Fauna Japoniei se caracterizează prin animale tropicale tipice regiunii de sud-est din Asia, animale ale zonei temperate coreano-chineze și animale siberice subarctice. Fauna Japoniei include și unele specii și relicve nemaiîntâlnite în regiunile înconjurătoare. Acestea populează de obicei Insulele din sudul Kyūshū-ului sau în Insulele Bonin, dar uneori chiar și insula Honshū.

## Caracteristici generale
În termeni zoogeografici, oceanul la sud de insula Honshū aparține de regiunea Indo-pacifică de vest, care este regiune tropicală. Abundă pești multicolori de corale, șerpi de mare, broaște-țestoase de mare, dugong, etc.
Oceanul la nord de zona centrală a insulei Honshū aparține de regiunea pacifică de nord, unde pot fi întâlniți urși-de-mare, lei-de-mare, etc. Insula Hokkaidō, care în mare parte are coastă spre Marea Ohotsk, este vizitată uneori de animale indigene regiunilor arctice, precum morse.
În insulele Honshū, Shikoku, Kyūshū și Hokkaidō,două grupuri de animale predomină: cele din pădurile cu frunze căzătoare din Coreea și China, precum enotul, căprioare shika, Aix galericulata (o rață sălbatică), Theclinae (un fluture); sau din pădurile conifere din Siberia, precum ursul brun, pika (un mamifer înrudit cu iepurele), ierunca, șopârla obișnuită, Pungitius pungitius (un pește cu nouă țepi).

## Păsări
În Japonia se găsesc circa 490 de specii de păsări, dar în comparație cu mamiferele, speciile endemice sunt mai puține la număr.

### Specii endemice
Printre speciile endemice se numără: yamadori („Syrmaticus soemmerringii”, un fazan), aogera („Picus awokera”, o ciocănitoare), segurosekirei („Motacilla grandis”, o codobatură), kayakuguri (brumărița japoneză Prunella rubida).

### Păsări de mare
Printre păsările de mare care rareori sunt întâlnite în afara Japoniei pot fi amintite: ahōdori („Diomedea albatrus”, un albatros), umineko („Larus crassirostris”, un pescăruș), kammuriumisuzume („Synthliboramphus wumisuzume”, un pinguin nordic) etc.